# 인용 스타일 언어
인용 스타일 언어(Citation Style Language, CSL)는 XML 파일 형식으로, 참조주와 서지의 형식을 기술하는 오픈 스키마이다. CSL을 사용하는 서지 관리 프로그램에는 조테로, 멘델레이, 페이퍼스 등이 있다. Pandoc 경량 문서 변환 시스템 또한 CSL, YAML, JSON 형식의 인용을 지원하며, 조테로 스타일 저장소에 나열된 모든 CSL 스타일을 사용하여 이를 렌더링할 수 있다.

## 역사
CSL은 오픈오피스와 XSLT 기반의 "CiteProc" CSL 프로세서에서 사용하기 위해 브루스 다쿠스(Bruce D'Arcus)가 만들었다. CSL은 조테로 개발자 사이먼 콘블리스(Simon Kornblith)와의 협력을 통해 더욱 발전했다. 2008년부터 핵심 개발팀은 다쿠스, 프랭크 베넷(Frank Bennett), 린츠 젤레(Rintze Zelle), 브렌튼 위어닉(Brenton Wiernik), 데니스 마이어(Denis Maier)로 구성되어 있다.
CSL의 릴리스는 0.8 (2009년 3월 21일), 0.8.1 (2010년 2월 1일), 1.0 (2010년 3월 22일), 1.0.1 (2012년 9월 3일), 그리고 1.0.2 (2021년 10월 22일)이다. CSL 1.0은 하위 호환이 되지 않는 릴리스였지만, 0.8.1 형식의 스타일은 자동으로 CSL 1.0 형식으로 업데이트될 수 있다.
2006년 출시된 조테로는 CSL을 채택한 최초의 애플리케이션이 되었다. 2008년 멘델레이가 CSL을 지원하며 출시되었고, 2011년에는 페이퍼스와 Qiqqa가 CSL 기반의 인용 서식 지정을 지원하게 되었다.

## 소프트웨어 지원
- 조테로, 멘델레이, 페이퍼스, Qiqqa는 모두 CSL 1.0을 지원한다(조테로는 CSL 0.8.1 스타일도 지원하며, 이는 내부적으로 CSL 1.0으로 업데이트된다).
- 조테로, 멘델레이, Qiqqa는 citeproc-js 자바스크립트 CSL 프로세서에 의존한다.
- 조테로, 멘델레이, Qiqqa는 CSL 스타일을 만들고 수정하는 데 도움이 되는 내장 CSL 편집기를 제공한다.

## 스타일
CSL 프로젝트는 9000개 이상의 스타일(1700개 이상의 고유 스타일)을 포함하는 CSL 1.0 스타일 저장소를 유지 관리한다.